# Rolf Liebermann
Rolf Liebermann, född den 14 september 1910 i Zürich, Schweiz, död den 2 januari 1999 i Paris, var en schweizisk kompositör och dirigent.

## Biografi
Liebermann studerade komposition och dirigering för Hermann Scherchen i Budapest och Wien på 1930-talet, och senare för Wladimir Vogel i Basel. Hans kompositioner involverade flera olika musikaliska genrer, såsom chansons, klassisk och lätt musik. Hans klassiska musik kombinerar ofta många olika stilar och tekniker, bland annat sådana som kommer från barock, klassisk, och tolvtonsmusik.
Liebermann var chef för Hamburgs Staatsoper 1959-1973, och senare från 1985 - 88. Under sin tid i Hamburg, uppförde han 24 nya operor, bland annat Staatstheater av Mauricio Kagel, Djävlarna i Loudon av Krzysztof Penderecki, Der Prinz von Homburg av Hans Werner Henze, och Hjälp, Hjälp Globolinks! av Gian Carlo Menotti. Under de följande åren arbetade han som chef för Operan i Paris 1973-1980. 
Vid den första Eurovision Song Contest 1956, fungerade Liebermann som ordförande i juryn med ansvar för att sammanställa resultaten från de sju internationella juryer som dömde tävlingen.
År 1989 var han chef för juryn vid den 39:e Filmfestivalen i Berlin.

## Arbeten
- 1943 Polyphone Studien för kammarorkester
- 1944 Une des fins du monde, kantat för baryton och orkester efter Jean Giraudoux
- 1945 Chinese Love Songs; Furioso
- 1947 Swiss Folk Song Suite (Schweizisk folkvisesvit)
- 1949 Music för orkester och recitatör; Chinese Song; Symphony No 1
- 1950 Streitlied zwischen Leben und Tod (Stridssång på liv och död)
- 1951 Sonat för piano
- 1954 Penelope
- 1955 The School for Wives (opera). Uruppförande i enaktsversion: Louisville, Kentucky
- 1957 Die Schule der Frauen (opera). Europapremier: Salzburgfestivalen (Szell/Schuh/Neher)
- 1958 Geigy Festival Concerto för Basler trumma och orkester
- 1959 Capriccio för sopran, violin och orkester
- 1964 Concert des Echanges, Swiss National Exhibition, Lausanne
- 1981 Essai 81 för cello och piano
- 1984 Ferdinand, parabel för talare och instrument
- 1987 La Forêt (opera). Uruppförande: Genève (Tate/Deflo/Orlandi)
- 1988 Herring Quintet; Cosmopolitiska hälsningar (Gruntz/Wilson/Ginsberg)
- 1989 Medea Monologue for sopran, damkör och orkester
- 1990 3x1 = CH+X for mezzo-sopran, kör, och orkester
- 1992 Freispruch für Medea (opera). Uruppförande: Hamburg 1995
- 1994 Enigma; Violinkonsert
- 1995 Pianokonsert
- 1996 Die schlesischen Weber (text: Heinrich Heine) för blandad kör, stråkkvartett, och piano
- 1997 Variations on a Theme from Appenzell för fem instrument
- 1998 Mouvance för nio slagverkare och piano.